# Pianificazione della domanda
La pianificazione della domanda (Demand Planning) è un processo aziendale che permette la pianificazione della domanda di produzione e della pianificazione settimanale dei materiali e delle capacità del magazzino.

Questo processo attraversa tre fasi distinte e correlate:

## Prima fase: Impostazione
In questo livello si elabora il piano principale di produzione o MPS (Master production schedule) tramite le disaggregazione del piano aggregato lungo le componenti di tempo e prodotto e tenendo presente la pianificazione di massima delle capacità e del portafoglio degli ordini clienti.

## Seconda fase: Sviluppo
Lo sviluppo della domanda di pianificazione è affrontato con MRP (Material Requirement Planning) che tempifica il fabbisogno dei materiali grazie agli input forniti dal MPS, dalla distinta base e dallo status inventariale. Dopo l'approvazione del CRP (Capacity Requirements Planning), si produce un piano settimanale dei materiali e delle capacità.

## Terza fase: Esecuzione
Consiste nel rilascio di ordini di acquisto e/o di produzione. In tal caso vi è un monitoraggio dello stato di avanzamento della produzione.

## Applicazioni
La pianificazione della domanda è utile all'azienda per lo sviluppo di nuovi prodotti, per penetrare in nuovi mercati, per la pianificazione e/o la ristrutturazione di insediamenti produttivi o distributivi e per la gestione delle scorte.

Le tecniche utilizzate per la previsione della domanda commerciale sono molteplici dipendenti comunque dal tempo; ecco perché sono suddivise in tre gruppi: 
- breve termine (nell'ordine di mesi), valido soprattutto per la gestione delle scorte;
- medio termine (nell'ordine di 1-3 anni);
- lungo termine (nell'ordine di un periodo superiore ai tre anni).

## Tecniche di pianificazione della domanda
Le tecniche utilizzate si suddividono in due gruppi:
- Informali: basate sull'intuizione;
- Formali: suddivise a loro volta in:
  - qualitative (o estrinseche): non riproducibili con algoritmi perché non esprimono quantità numeriche;
  - quantitative (o intrinseche): sono basate su algoritmi e quindi possono essere riproducibili; esse si suddividono in:
    - estrapolative (descrittive): analisi di serie storiche cioè estrapolano il futuro da comportamenti passati;
    - causali (o interpretative): correlano la domanda ad una serie di fattori socioeconomici; esempi: la regressione, i modelli econometrici.

## Le tecniche utilizzate
- Analisi di una serie storica:

Data una serie storica con dati mensili (una serie storica è una sequenza di valori osservati in corrispondenza di intervalli temporali definiti, in questo caso è il numero di domande mensili di un certo prodotto aziendale) e possibile estrarne la stagionalità tramite il coefficiente di autocorrelazione (funzione predefinita in Excel di Microsoft Office). Il valore più vicino al numero '1' rappresenta il passo di stagionalità.
Esempio:
una azienda che produce panettoni avrà un passo di stagionalità pari a 12 mesi, questo perché la domanda cresce nel periodo di novembre, dicembre, gennaio, mentre decresce negli altri periodi. Si crea una ciclicità periodica di periodo 12 nella domanda.
- Il calcolo delle tendenze in una serie storica si effettua con il calcolo della retta di regressione.
- Altre tecniche sono i modelli a smorzamento esponenziale Previsione della domanda nella catena di distribuzione come il Modello di Brown, il modello di Holt e il modello di Winter.